# Episinus fontinalis
Episinus fontinalis là một loài nhện trong họ Theridiidae.
Loài này thuộc chi Episinus. Episinus fontinalis được Gershom Levy miêu tả năm 1985.